# 園藝工具

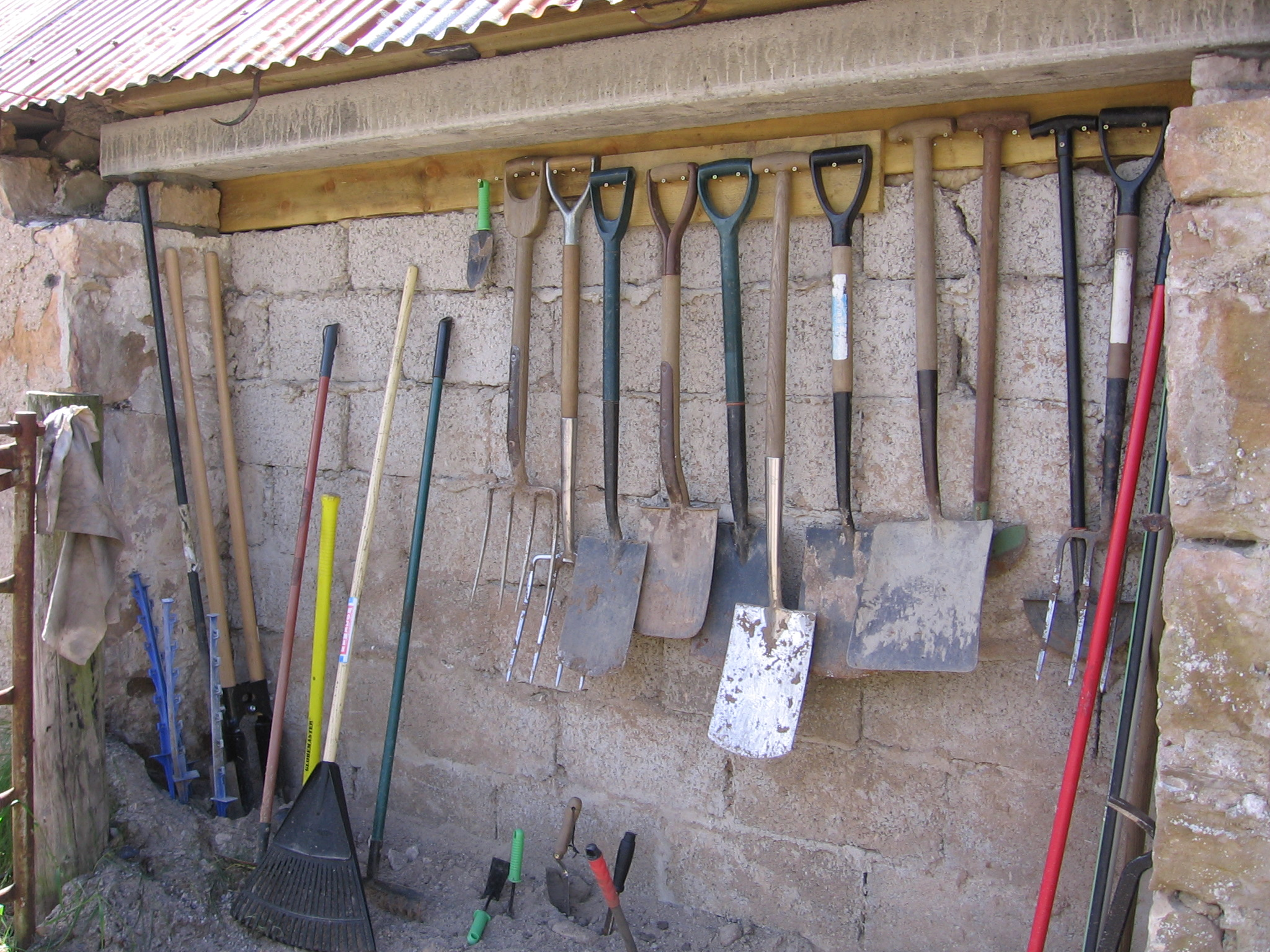
各種園藝工具的集合。

園藝工具是從事園藝工作或作為興趣般的業餘性活動時使用的工具。部分工具於農耕時亦會使用。

## 手動工具
最早手動工具由木材、燧石和骨頭所組成，然而，工具為了使能更加持久高效切削，後來慢慢才有金屬。金屬首先銅後來再鐵和鋼的發展。

### 人體工程學
現代模具設計，包括人體工程學的考慮。工具正被設計成使用時誘導以往更小的壓力，對人體。最有效的工具保持體處於中間位置而被使用。這有助於減輕應力關節和肌肉。這種方法的一個優點是，它需要的園丁施加較少的能量而使用的工具。

## 電動工具
第一個電動工具成為流行是割草機，其中包括：
- 揹負式割草機
- 綠籬修剪機
- 草坪曝氣機
- 葉清掃車
- 挖溝機
- 吹葉機
- 鏈鋸
- 小型拖拉機

### 對環境的影響
從氣動力設備排出的廢氣是空氣污染的一個顯著源。

## 外部連結
- BBC How to be a gardener （页面存档备份，存于）